# Keita Fanta
Keita Fanta (8 de mayo de 1981-30 de octubre de 2006) fue una deportista senegalesa que compitió en judo. Ganó cuatro medallas en el Campeonato Africano de Judo entre los años 2001 y 2006.

## Palmarés internacional
| Campeonato Africano | Campeonato Africano          | Campeonato Africano | Campeonato Africano |
| Año                 | Lugar                        | Medalla             | Categoría           |
| ------------------- | ---------------------------- | ------------------- | ------------------- |
| 2001                | Trípoli (Libia)              | Medalla de bronce   | –70 kg              |
| 2004                | Túnez (Túnez)                | Medalla de bronce   | –63 kg              |
| 2005                | Puerto Elizabeth (Sudáfrica) | Medalla de oro      | –63 kg              |
| 2006                | Puerto Louis (Mauricio)      | Medalla de bronce   | –63 kg              |